# 505 (číslo)
Pět set pět je přirozené číslo. Následuje po číslu pět set čtyři a předchází číslu pět set šest. Římskými číslicemi se zapisuje DV a řeckými číslicemi φε.

## Matematika
505 je:
- Deficientní číslo
- Poloprvočíslo
- Nešťastné číslo

## Astronomie
- (505) Cava je planetka hlavního pásu, kterou v roce 1902 objevil Royal Harwood Frost

## Ostatní
- +505 je mezinárodní telefonní předvolba Nikaraguy

## Roky
- 505
- 505 př. n. l.